# تالر کرانستون
تالر کرانستون (انگلیسی: Toller Cranston; ۲۰ آوریل ۱۹۴۹ – ۲۴ ژانویهٔ ۲۰۱۵) اسکیت‌باز نمایشی اهل کانادا بود.
وی همچنین برندهٔ جوایزی همچون پیاده‌روی مشاهیر کانادا شده‌است.